# 王瓊 (北魏)
王 瓊（おう けい、454年 - 527年）は、北魏の官僚。字は世珍。本貫は太原郡晋陽県。

## 経歴
王宝興（王慧龍の子）の子として生まれた。長社侯の爵位を嗣いだ。485年（太和9年）、典寺令となった。492年（太和16年）、侯の爵位から伯に降格された。長女を孝文帝の後宮に入内させて嬪とし、前軍将軍・并州大中正に任じられた。正始年間、光州刺史として出向した。収賄の嫌疑をかけられて、御史中尉の王顕による弾劾を受けたが、冤罪を晴らすことができた。神亀年間、左将軍・兗州刺史に任じられた。兗州から洛陽に帰ると、数年のあいだくすぶっていた。住所は司空の劉騰の邸宅の西にあり、ときに劉騰が朝野で権勢を伸ばしていたが、王瓊は伺候しようとしなかった。劉騰が邸宅を拡張しようと、隣家を買い取ったが、ひとり王瓊だけが応じなかった。王瓊は娘を盧道亮にとつがせたが、娘は夫の家に入ることを承知しなかった。娘が死去すると、王瓊は慟哭してやまず、娘の生前の希望に沿って別所に葬らせ、塚穴を塞がず、墓の構内で泣くのを常とした。当時の人は王瓊の行動を怪しんで、醜行を疑った。王瓊は耳が聞こえなくなり、奇行が多く知られて、他者の嘲笑を受けるようになった。527年（孝昌3年）、鎮東将軍・金紫光禄大夫・中書令に任じられた。まもなく死去した。享年は74。征北将軍・中書監・并州刺史の位を追贈された。

## 子女
- 王遵業
- 王広業（太尉祭酒、太尉属、太中大夫）
- 王延業（中書郎）
- 王季和（書侍御史、并州大中正）
- 王氏（孝文帝の嬪）
- 王氏（盧道亮の妻）

## 伝記資料
- 『魏書』巻38 列伝第26
- 『北史』巻35 列伝第23